# Ананд (город, Гуджарат)
Ана́нд (гудж. આણંદ, англ. Anand) — город в индийском штате Гуджарат, административный центр округа Ананд. Расположен между Ахмедабадом и Вадодарой, в 101 километре от столицы штата — Гандинагара. Средняя высота над уровнем моря — 38 метров. По данным всеиндийской переписи 2001 года, в городе проживало 130 462 человека, из которых мужчины составляли 68 032 и женщины — 62 430. Численность детей в возрасте 6 лет и младше составляла 13 744 человек. Религиозный состав: индуисты и мусульмане. Официальные языки: гуджарати и английский. В Ананде расположены штаб-квартиры Amul — крупнейшей пищевой компании Индии и Фонда экологической безопасности.